# Espera
Espera là một đô thị trong tỉnh Cádiz, Tây Ban Nha. Theo điều tra dân số 2005 đô thị này có dân số là 3909 người.

## Dân số
| 1999  | 2000  | 2001  | 2002  | 2003  | 2004  | 2005  |
| ----- | ----- | ----- | ----- | ----- | ----- | ----- |
| 3.975 | 3.971 | 3.934 | 3.945 | 3.885 | 3.846 | 3.909 |

Nguồn: INE (Tây Ban Nha)